# فرانسوا بلوگو
فرانسوا بلوگو (انگلیسی: François Bellugou؛ زادهٔ ۲۵ آوریل ۱۹۸۷) بازیکن فوتبال اهل فرانسه است که در پست هافبک بازی می‌کند.
از باشگاه‌هایی که در آن بازی کرده‌است می‌توان به باشگاه فوتبال گنگام، باشگاه فوتبال لوریان، باشگاه فوتبال نانسی، و باشگاه ورزشی مون‌پلیه اشاره کرد.